# 王越 (1932年)
王越（1932年—），男，江苏丹阳人，中国雷达与通讯系统专家，北京理工大学名誉校长、教授，中国科学院院士，中国工程院院士。

## 生平
1932年生于江苏丹阳。1950年入大连大学工学院电讯系学习，1952年院系调整至中国人民解放军通信学院雷达工程系，1956年毕业。1991年当选为中国科学院院士，1994年当选为中国工程院院士。。